# Lisette Schulman
Lisette Astrid Maria Elisabet Schulman, född Stolpe den 13 juni 1951 i Karlskoga församling, död 19 februari 2015 i Stockholm, var en svensk  TV-programledare och därefter  informationschef inom näringslivet.
Lisette Schulman var dotter till författaren Sven Stolpe och översättaren Karin von Euler-Chelpin. Hon gifte sig 1974 med TV-producenten Allan Schulman. Hon var mor till mediepersonligheterna Alex Schulman och Calle Schulman samt Niklas Schulman.
Schulman var på 1970-talet programledare i bland annat Sveriges Magasin delat med Lasse Holmqvist och tävlingsprogrammet Pappa vet bäst? med Stellan Sundahl och Gunnar Bernstrup på Sveriges Television. Hon avlade juris kandidatexamen vid Lunds universitet 1982. Därefter inledde hon en karriär inom information och PR där hon bland annat var verksam som informationschef/talskrivare åt direktörer som Sören Gyll på Volvo, på Uddeholm, Procordia, Avestakoncernen och SAS. På Svenska Lantmännen var hon informationschef 2006–2007. Hösten 2007 lämnade Schulman näringslivet för att bland annat studera idéhistoria. I slutet av 1990-talet blev hon invald som politiker för Kristdemokraterna i kommunfullmäktige i dåvarande hemorten Varberg.
Tillsammans med skådespelaren Evert Lindkvist och arkeologen Anna-Lena Segestam tävlade hon i det allra första avsnittet av På spåret 1987. Tillsammans med maken Allan Schulman gav hon ut den TV-historiska boken: Såg du? TV vi minns under tjugofem år, Bra Böcker 1980.
Schulmans alkoholmissbruk och hennes komplicerade förhållande till fadern Sven Stolpe behandlas i sonen Alex Schulmans bok Glöm mig.